# Idioma español en Andorra
El idioma español en Andorra es la lengua materna de más de un tercio de los residentes en este país, por delante de la lengua nacional, el catalán, que es el único idioma oficial del país. El idioma español, en parte debido a la inmigración, se ha impuesto en las últimas décadas sobre el catalán, sin embargo, este último idioma ha comenzado un repunte auspiciado por el gobierno del país. Desde 2009, existe un colegio que da clases en español, muchos de cuyos alumnos vienen de Cataluña. Las asignaturas comprendidas en el sistema educativo andorrano pasarán de dos horas en español a tres en caso de que se apruebe la nueva Ley de Educación.
A fecha de 2019, el español es el idioma más difundido en el principado. En una encuesta realizada a una muestra de 742 personas, el español obtuvo 9,3 de 10 puntos posibles, subiendo 1 punto con respecto al mismo estudio realizado en 2014. El estudio mostró que el español en el idioma de referencia del 57% de la población, siendo un 43% nativa hispana. El catalán ocupó el segundo puesto, mientras, aún distante, el francés y el inglés, ocuparon el tercer y cuarto puesto respectivamente. En 2018, según el Ministerio de Cultura y Deporte, el 57,6% de la población habla español con un 43,2% con el español como lengua materna.
Andorra es miembro de la Organización de Estados Iberoamericanos, por lo que fue aceptado el 18 de noviembre de 2004 en las Cumbres Iberoamericanas, desde ese mismo año como miembro de pleno derecho, siendo el primer país en incorporarse desde el inicio de las cumbres en 1991.

## Población hispanohablante
| Censo | Lengua materna (%) | Segunda lengua (%) | Población total de hispanohablantes (%) |
| ----- | ------------------ | ------------------ | --------------------------------------- |
| 1995  | 34,6%              | 15,4%              | 50,0%                                   |
| 1999  | 43,2%              | 15,0%              | 58,2%                                   |
| 2004  | 43,4%              | 17,4%              | 60,8%                                   |
| 2009  | 43,9%              | 15,2%              | 59,1%                                   |
| 2014  | 43,8%              | 12,6%              | 56,4%                                   |
| 2018  | 43,2%              | 14,4%              | 57,6%                                   |

Hispanohablantes en Andorra
(mayores de 15 años)

| Censo | Lengua materna | Porcentaje | Segunda lengua Población Total | Porcentaje |
| ----- | -------------- | ---------- | ------------------------------ | ---------- |
| 2004  | 23.454         | 35,9%      | 50.260                         | 65,38%     |
| 2005  | 23.618         | 35,4%      | 53.963                         | 68,70%     |
| 2009  | 33 305         | 39,6%      | 54 906                         | 65,30%     |

## Idioma español en la educación

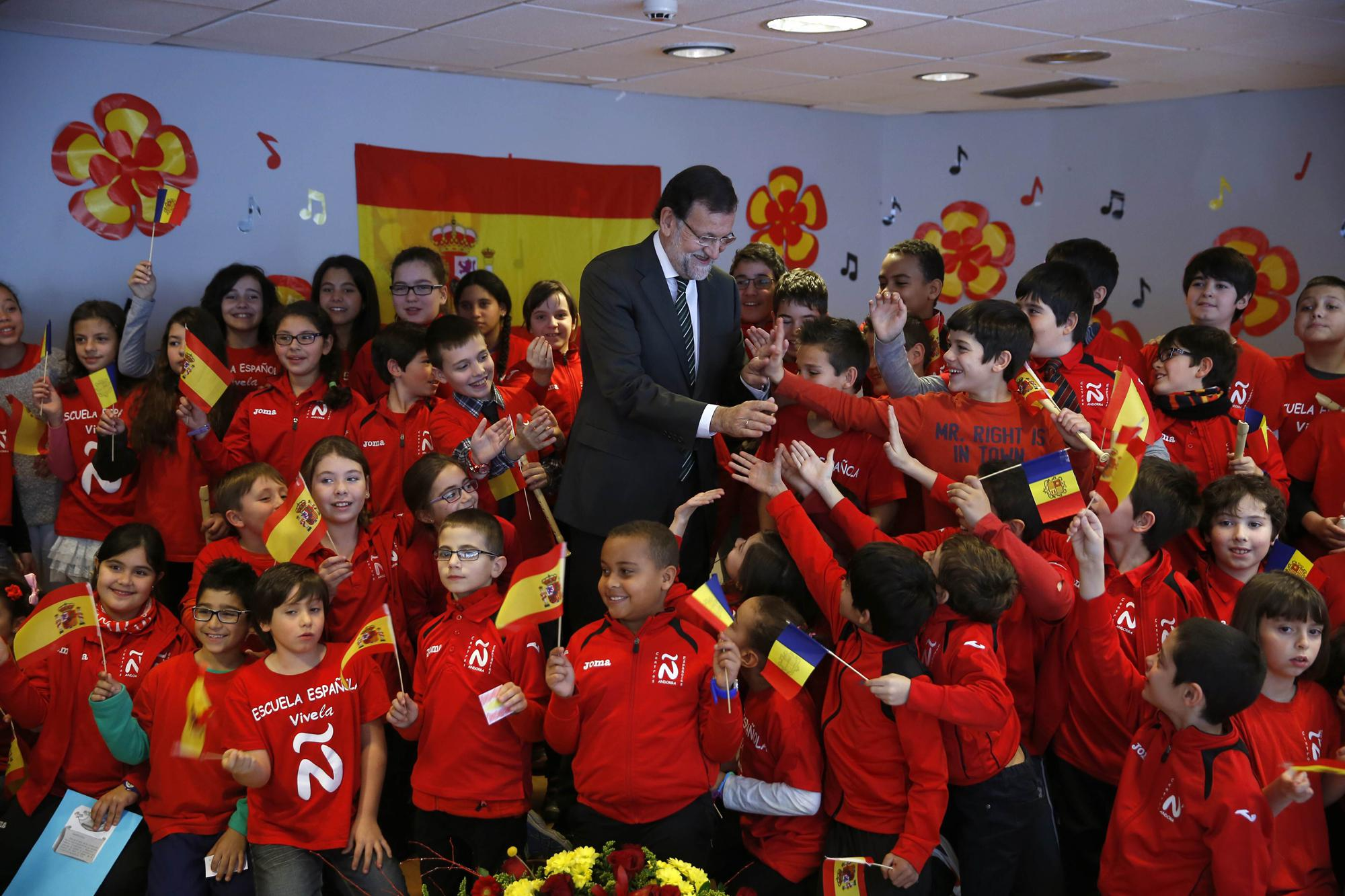
Visita del presidente Mariano Rajoy Brey a la Escuela Española de Las Escaldas-Engordany en Andorra.

El sistema educativo en Andorra se divide por tres tipos de sistemas compuesto por el sistema andorrano, español y francés.
El sistema español depende del Ministerio de Educación de España y ha estado en funcionamiento desde 1882. Desde la unificación en 2016 de todos los centros educativos españoles en uno solo denominado «Colegio Español María Moliner», el ministerio cuenta con un centro educativo –con dos sedes– en el que se imparte educación infantil, primaria, secundaria y bachillerato. La lengua vehicular de este sistema es el español, pero no la única lengua empleada ya que es un sistema educativo adaptado para Andorra y con una visión integradora de ambas culturas, tal como establece el Convenio Hispano-Andorrano en materia educativa, motivo por el cual se incorporan las enseñanzas del idioma catalán y de la Historia de Andorra.
|                                                | 1985  | 1990  | 1995  | 2000  | 2005   | 2010   | 2015   | 2020   |
| ---------------------------------------------- | ----- | ----- | ----- | ----- | ------ | ------ | ------ | ------ |
| Estudiantes en el sistema español              | 4.961 | 4.744 | 3.977 | 3.546 | 3.541  | 3.243  | 3.093  | 2.814  |
| Total de estudiantes en Andorra                | 8.768 | 9.024 | 9.098 | 9.432 | 10.789 | 10.802 | 11.013 | 10.910 |
| % en el sistema español                        | 56,6% | 52,6% | 43,7% | 37,6% | 32,8%  | 30,0%  | 28,0%  | 25,8%  |
| Fuente: Departamento de Estadística de Andorra |       |       |       |       |        |        |        |        |

## Características lingüísticas
La variación lingüística del español de los territorios catalanófonos depende mucho de variables sociolingüísticas individuales relacionadas con la edad, el origen, la lengua materna, el nivel y los ámbitos de uso de cada hablante, por lo que no es una variedad diastráticamente uniforme. Muchos de los rasgos lingüísticos se dan con frecuencia muy diferentes en diferentes hablantes, pudiendo llegar a estar ausentes algunos de los rasgos en muchos hablantes.